# Matt Murray
Matt Murray (2 de maig de 1966) és un periodista estatunidenc, cap de redacció del The Washington Post des de juny de 2024. Anteriorment, fou l'editor en cap de The Wall Street Journal des del 2018 fins al 2023.

## Trajectòria
Nascut a Maryland, va obtenir una llicenciatura i un màster en periodisme a la Northwestern University. Posteriorment, va començar com a reporter al Journal l'any 1994, començant a l'oficina de Pittsburgh. Es va incorporar a la secció Money & Investing el 1997, cobrint temes de banca. Va ascendir fins a convertir-se en director adjunt i després editor executiu. Es va casar amb Janine Dyck Flory, PhD, l'octubre de 2002. Viuen amb la seva filla a la ciutat de Nova York.
El 5 de juny de 2018, Murray va ser nomenat redactor en cap, succeint a Gerard Baker. Com a redactor en cap, Murray va supervisar les investigacions del Wall Street Journal sobre Michael Cohen i l'escàndol Stormy Daniels-Donald Trump que va comportar guanyar un Pulitzer el 2019.
El febrer de 2020, enmig de la reacció del govern xinès pel que fa al titular d'un article d'opinió del Wall Street Journal, Murray va estar d'acord amb les queixes, però no va poder prendre cap mesura a causa de la separació entre notícies i opinió al diari.
Arran de l'assassinat de George Floyd i les protestes posteriors, els periodistes del Wall Street Journal van enviar diverses cartes a Murray lamentant la manca de diversitat del diari, així com exigint canvis en la manera com el diari cobreix la raça, la policia i les finances.
Es va informar que Murray tenia una relació tensa amb Almar Latour, el CEO de Dow Jones. Va ser substituït com a redactor en cap per la periodista britànica Emma Tucker l'1 de febrer de 2023.
Murray va escriure The Father and the Son , sobre el viatge del seu pare d'empleat del govern a monjo benedictí a Illinois, i és coautor del llibre Strong of Heart.
El juny de 2024 fou nomenat redactor en cap de The Washington Post, després de la renúncia de Sally Buzbee.